# مملكة تنده
مملكة تندى هي مملكة صومالية، عربية قامت سنة 1237، واستمرت حتى عام1756. وتعتبر المملكة من أشهر الممالك الإسلامية في القرن الأفريقي. ويؤكد المؤرخون الصوماليون بأنه تم إبادة جماعية ضد هذه المملكة من قبل تحالفات القبائل التي كانت تحت سيطرتهم ومملكتهم. هذه القبائل ومن رأسها الهرتي قاموا تمردا وخروجا على النظام بثورات مسلحة، بدعوى رفض الاستبداد الذي يتسم به حكماء تندى. إلا أن التاريخ يوضح بأن هذه الادعاءات تذهب سدى لعدم تعاضدها بأي دليل ولا بينة. ويورد لنا التاريخ أن آخر ملك في هذه المملكة المنكوبة كان (ديف تري)، الذي ينتسب إليه قبيلة ليلكسى